# Commanderij (ridderorden)
Een commanderij, ook wel commende of commenderij, is een goed dat door een commandeur van een ridderorde wordt bestuurd.

## Toelichting
De commenden brachten de inkomsten bijeen die de middeleeuwse ridderorden gebruikten voor hun liefdadige werk of hun kruistochten. Later werden de commanderijen een inkomstenbron voor de adel.
Al spreekt het Groot Nederlands Woordenboek van commanderij, de Nederlandse Johanniters houden vast aan de spelling "commenderij". De Duitse Orde spreekt over haar commanderijen.
De naam commenderij kan zowel een bestuurlijke eenheid van een ridderlijke orde aanduiden als een landgoed, een kasteel, een stadsresidentie, een geheel dorp, of een door een commandeur beheerde portefeuille roerend goed. Dus dit kon slaan op eender welk goed dat in de feodaliteit kon beleend worden. Een bestuurlijke eenheid, bijvoorbeeld de werkzaamheden van een ridderlijke orde in een bepaald land, werd door een landcommandeur in een balije geleid.

## Geschiedenis van de commanderijen
In de middeleeuwen werden in geheel Europa honderden commanderijen van de ridderlijke orden gesticht. Het waren vaak giften of legaten aan deze kerkelijke organisaties. In sommige ridderlijke orden was het mogelijk om een landgoed te schenken en daarbij te bedingen dat ook in de toekomst een lid van de eigen familie de commandeur zou zijn. Deze behield dan een deel van de inkomsten.
Een typische commanderij bestond uit een of meerdere kerken, een grote woning voor de commandeur. In en om dat huis woonden ook de op de commanderij verblijvende ridders, een of meer aan de ridderlijke orde verbonden priesters en zusters. Commanderijen waren autarkisch en brouwden daarom vaak hun eigen bier, ze maalden graan en de tienden van de pachters op het landgoed werden in bouwhuizen opgeslagen. In de late middeleeuwen raakten veel commanderijen in verval omdat de commandeurs niet meer op hun eigen commanderijen verbleven. De koningen deden in veel landen een greep naar de macht in de ridderlijke orden en deelden de commanderijen en hun inkomsten uit aan de hofadel. Deze commandeurs werden vrijgesteld van het in de middeleeuwen voor de leden van de ridderlijke orden verplichte celibaat.
De eerste ridderlijke orde die in handen van een wereldlijke overheid viel was de rijke en machtige Orde van de Tempel. De honderden over heel Europa verdeelde commanderijen van de tempeliers werden aan het koninklijk bezit toegevoegd. In Spanje en Portugal waren de ridders van Christus hun opvolgers.
In het Heilige Roomse Rijk van de Duitse Natie en in Italië bleven de commanderijen van de Johanniters en de Duitse Orde, organisaties die een zetel in de Rijksdag hadden omdat hun grootmeesters rijksvorsten waren, ten minste in de katholieke gebieden tot aan de Franse Revolutie functioneren. In Spanje en Portugal werden de honderden rijke commanderijen van de Orden van Calatrava, Santiago, Montesa, Christus en Aviz sinds het midden van de 15e eeuw door de koningen beheerd.
In de protestantse gebieden van Europa werden de commanderijen door de overheden geseculariseerd. De grote gebieden van de Duitse Orde in Pruisen, een gebied dat de "Ordestaat" werd genoemd vervielen aan de koningen van Pruisen, Polen, Zweden en Litouwen.
Na de Franse Revolutie werden in heel Europa commanderijen geseculariseerd. Men zag geen nut in het voortbestaan van de oude, vaak weinig economische en daardoor vervallen commanderijen. Napoleon was ervan overtuigd dat de oude ridderlijke orden nutteloze of zelfs schadelijke instellingen waren. Voor de in de deze jaren ontstane orden werden wel weer nieuwe commanderijen gesticht.
Na de Franse Revolutie moesten de oude ridderlijke orden vaststellen dat met de commanderijen ook een groot deel van hun inkomsten waren verdwenen. De orden werden in Italië, Oostenrijk en Bohemen voor zover mogelijk wel weer in hun oude rechten hersteld. In Pruisen werd de Johanniterorde een koninklijke onderscheiding.
De Italiaanse eenheidsstaat seculariseerde in het midden van de 19e eeuw de commanderijen in de Kerkelijke Staat, Parma, Modena, Napels, Sicilië en het Lombardisch-Venetiaanse Koninkrijk zodat de Constantinische Orde zonder bezit of inkomsten achterbleef. In de 20e eeuw werden de bezittingen van de orden in het in 1918 onafhankelijk geworden Tsjechoslowakije en later door de nationaalsocialisten en communisten, beiden deelden een diepe afkeer van de aristocratische en christelijke ridderlijke orden, genaast of gestolen.

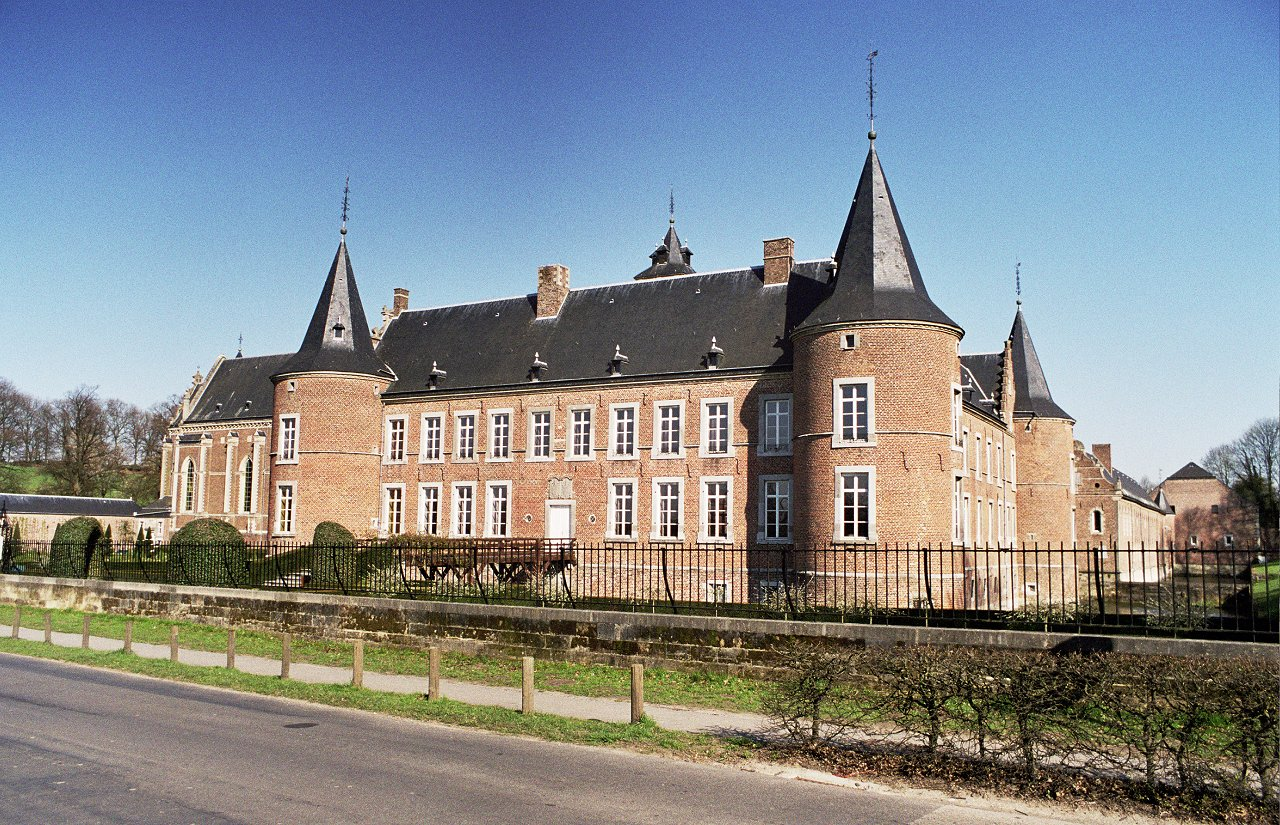
Het kasteel van de landcommanderij Alden Biesen in Rijkhoven

## Commanderijen in de Nederlanden
Ook in Nederland waren er tientallen commanderijen en commenden. Het ging om bezittingen van de Tempeliers, de Orde van Malta en de Duitse Orde. Na de Reformatie in de Noordelijke Nederlanden werden veel van deze commenden door de staten van de zeven provincies geconfisqueerd. De protestants geworden Duitse Orde in de Balije van Utrecht ontsprong de dans.
In Zuidelijke Nederlanden bleven de aan de Rooms-Katholieke Kerk verbonden commanderijen tot aan de Franse Revolutie bestaan. De invloedrijkste waren de landcommanderij Alden Biesen in Rijkhoven nabij Bilzen, en de daarmee nauw verbonden Commanderij Nieuwen Biesen in Maastricht, beide behorende tot de Balije Biesen van de Duitse Orde.
Napoleon I zag de oude ridderlijke orden als corrupte instellingen die jongere zonen van edelen van een inkomen moesten voorzien en geen maatschappelijk nut hadden. Lodewijk Napoleon kwam niet toe aan het hervormen of nationaliseren van de Duitse Orde, maar na de inlijving van Nederland in het Franse Keizerrijk (1810) werden ook de laatste bezittingen van de ridderorden door de staat overgenomen. Door lijdelijk verzet is de nationalisering van de commanderijen van de Duitse Orde niet voltooid.
Terwijl Napoleon en zijn broers in hun koninkrijken de commanderijen van de oude orden nationaliseerden of seculariseerden werden er ten behoeve van de nieuwe "Napoleontische Orden" nieuwe commanderijen gesticht. Zie bijvoorbeeld de Orde van de Kroon van Westfalen.
Koning Willem I gaf als een van zijn eerste regeringsdaden (wet nummer 55 van 8 augustus 1815) het nog te achterhalen bezit van de Duitse Orde in de Protestantse Balije van Utrecht weer terug. De Duitse Orde bezit nu nog enige commendes, waaronder één in Tiel.

## Commanderijen in Europa
De Orde van Sint-Jan in Duitsland, de Balley Brandenburg des Ritterlichen Ordens St. Johannis vom Spital zu Jerusalem heeft elf commenderijen in de Bondsrepubliek Duitsland en de commenderijen (of commendes) Hongarije, Finland, Zwitserland en Frankrijk.

## Bron
- Jongedijk, J.W. (1965): Ridderlijke orden in Nederland. Europese Bibliotheek, Zaltbommel